# Vridsløsemagle
Vridsløsemagle is een plaats in de Deense regio Hovedstaden, gemeente Høje-Taastrup. De plaats telt 292 inwoners (2008).